# Тропесон
«Тропесон» (исп. CD Tropezón) — испанский футбольный клуб из городка Танос, в пригорода Торрелавеги, в провинции и автономном сообществе Кантабрия. Клуб основан в 1983 году, домашние матчи проводит на стадионе «Санта Ана», вмещающем 1500 зрителей. В Примере и Сегунде команда никогда не выступала, лучшим результатом является 15-е место в Сегунде B в сезоне 2013/14.

## Сезоны по дивизионам
- Сегунда B — 4 сезона
- Терсера — 26 сезонов
- Региональные лиги — 8 сезонов

## Достижения
- Терсера
  - Победитель: 1996/97, 1997/98, 2012/13